# Crisicoccus juniperus
Crisicoccus juniperus är en insektsart som först beskrevs av Tang in Tang och Li 1988.  Crisicoccus juniperus ingår i släktet Crisicoccus och familjen ullsköldlöss. Inga underarter finns listade i Catalogue of Life.